# Thérèse Faye
Thérèse Faye, née à Diarrère dans la région de Fatick, est une femme politique sénégalaise.

## Biographie

### Formation
Thérèse Faye Diouf est née à Diarrère dans la région de Fatick.
Elle est diplômée d'une licence en sociologie, d'un master en sciences politiques à l'Université Cheikh Anta Diop (UCAD) de Dakar.

### Carrière militante
Thérèse Faye est membre du mouvement JOM à l'UCAD et une des membres fondateurs du parti Alliance pour la République (APR).
Elle est très impliquée auprès de la jeunesse. Elle a dirigé les jeunesses APR (COJER). Elle est un membre central du Mouvement des Elèves et Etudiants Républicains (MEER) dont elle a été coordonnatrice nationale. Elle est aussi vice-présidente du Réseau des Jeunes Élus Locaux d’Afrique (YELO) de CGLU Afrique.
En avril 2012, elle est nommée à la tête de l’Agence Nationale de la Petite Enfance et de la Case des Tout-Petits (ANPECTP) où elle passe 8 ans à mettre en œuvre la Politique nationale de développement intégré de la petite enfance (PNDIPE).
En 2014, lors des Assises nationales de l'éducation et de la formation, elle occupe le poste stratégique de présidente du comité scientifique pour le sous-secteur de la petite enfance.
Le 4 novembre 2020, elle est nommée administratrice générale du Fonds de Garantie des investissements prioritaires (FONGIP),,.

### Carrière politique

#### Ministre
Thérèse Faye débute comme agent à l'Assemblée nationale sénégalaise au poste d'assistante administrative, puis de rédactrice au service législatif.
Du 17 octobre 2023 au 10 mai 2024, elle est ministre du Développement Communautaire, de la Solidarité Nationale et de l’Équité Sociale et Territoriale à la suite de Samba Ndiobène Ka sous le gouvernement Amadou Bâ.
Le 11 mars 2024, elle devient ministre de la Femme, de la Famille, de l'équité et du développement communautaire à la suite de Fatou Diane dans le contexte de campagne électorale. Elle passe le témoin le 12 avril 2024 à Maimouna Dièye.

#### Mairesse
Depuis 2014, Thérèse Faye est mairesse de la commune de Diarrère, la première femme à ce poste. À la suite des élections locales du 23 janvier 2022, elle est élue pour un deuxième mandat.